# Igor Șornikov
Igor Petrovici Șornikov (sau Șornicov, în rusă И́горь Петро́вич Шо́рников, n. 20 iulie 1978, Chișinău, URSS) este un diplomat, istoric, politolog, activist și om de stat al autoproclamatei Republici Moldovenești Nistrene (Transnistria). A fost adjunct al ministrului afacerilor externe al Republicii Moldovenești Nistrene din 17 ianuarie 2013 până la 30 decembrie 2016. Deține titlul de candidat în științe istorice din 2011.

## Origine
S-a născut la 20 iulie 1978 în orașul Chișinău, RSS Moldovenească. Tatăl său, istoricul Petru Șornikov, a fost fondator al Mișcării Edinstvo și deputat în primul Parlament al Republicii Moldova.

## Educație
În 2002 a absolvit Facultatea de Istorie a Universității de Stat din Transnistria „T. G. Șevcenko”. În noiembrie 2011, la Centrul de Istorie a Rusiei din secolul al XIX-lea al Institutului de Istorie Rusă al Academiei Ruse de Științe, a susținut teza de doctorat cu tema „Activitatea socio-politică și literară a lui P. A. Krușevan”, obținând titlul de candidat în științe istorice.

## Activitate profesională
Din decembrie 2002 până în aprilie 2007 a fost specialist principal-corespondent al agenției de informații „Olvia-press” din cadrul Ministerului Informațiilor și Telecomunicațiilor al Republicii Moldovenești Nistrene.
În 2007 a început să lucreze la Ministerul Afacerilor Externe al Republicii Moldovenești Nistrene. Între 2009 și 2012, a fost adjunct al șefului Departamentului de Suport Informațional al Activităților de Politică Externă al MAE al RMN. Din 2012 până în 2013, a fost șeful Departamentului de Comunicații Publice și Suport Tehnic Informațional al MAE al RMN.
Între 17 ianuarie 2013 și 30 decembrie 2016 a ocupat funcția de adjunct al ministrului afacerilor externe al Republicii Moldovenești Nistrene.
Din vara anului 2017 este director al Institutului de Cercetări Socio-Politice și Dezvoltare Regională.
La câteva luni după Invazia Rusiei în Ucraina, în iunie 2022, Șornikov a susținut că dorința României de a se uni cu Republica Moldova va provoca „un nou război pe Nistru”. Igor Șornikov a declarat în 2023 că „Maia Sandu vrea să bage Moldova în război cu Rusia”, ceea ce a fost demonstrat ca fiind fake news.
În timpul crizei energetice moldo-transnistrene din 2025, Șornikov a acuzat guvernul președintelui moldovean Maia Sandu de genocid.

## Viață personală
Este căsătorit și are două fiice. 

## Activitate științifică
În 2012 a publicat cartea Zonderkomanda la Dubăsari, în care este prezentat contextul istoric al execuțiilor în masă ale populației evreiești, comise de autoritățile române la Dubăsari între 12 și 28 septembrie 1941.